# Bakke kloster
Bakke kloster eller Nonneseter på Bakka i Trondheim i Norge, var ett kloster för kvinnor ur benediktinerorden, verksamt från första hälften av 1100-talet till 1561. Det låg på östra sidan av Nidelva strax ovanför dess utlopp i Trondheimsfjorden. 
Bakke kloster bör ha grundats under eller före mitten av 1100-talet, när det omtalas första gången; det kallas «Nonneseter på Bakka» år 1183. Klostret nämns sedan då och då under medeltiden, men aldrig mer än rent kort, och dess historia är bristfälligt känd. 
Klostret konfiskerades vid reformationen 1537, men de före detta nunnorna tilläts bo kvar i klosterbyggnaden, nu under uppsikt av en världslig föreståndare. Dess sista abbedissa dog 1561. Klostret förhärjades under sjuårskriget 1564, då klosterbyggnaden brann ned, och dess gods såldes 1660. Det finns lämningar av byggnaderna vid Bakke gård, som upptäcktes 1971. Bakklandet och Bakke kirke ligger nu där klostret låg. 